# Gavotta

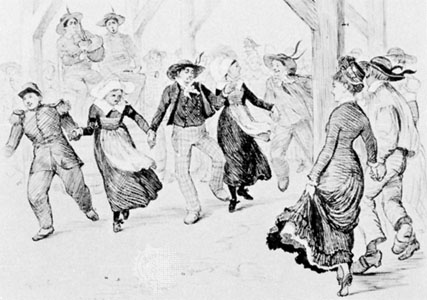
Gavotta, illustrazione di Randolph Caldecott da Bretonfolk, 1878

La gavotta è una danza francese in movimento moderato e in ritmo binario, caratterizzata per lo più da un incipit in levare e da una struttura bipartita.
Nacque come danza dei montanari delle Alpi francesi (di Gap nel Delfinato), soprannominati gavots, e in origine, come molte danze popolari, aveva carattere allegro e tempo vivace. Divenuta danza di corte, ebbe particolare fortuna nel XVII secolo, quando il suo movimento fu moderatamente rallentato, venne introdotta anche nelle rappresentazioni teatrali (comédie-ballet) e fu accolta a pieno titolo nella letteratura musicale colta, entrando a far parte della suite.
È caratterizzata da un'eleganza tipicamente compassata e pensosa.
Il termine, nella variante di gavotte (chiamata anche dañs tro in bretone), indica anche una famiglia di danze tradizionali della Bassa Bretagna.